# Rajon Rondo
Rajon Pierre Rondo (Louisville, Kentucky, 22. veljače 1986.) je američki profesionalni košarkaš. Igra na poziciji razigravača, a trenutačno je član NBA momčadi Atlanta Hawksa. Izabran je u 1. krugu (21.ukupno) NBA drafta 2006. godine od strane Phoenix Sunsa.

## Srednja škola
Tri godine je pohađao je "Louisville Eastern High School" i u njihovoj košarkaškoj momčadi ostvarivao odlične brojke. Prosječno je ostvarivao 27.9 poena, 10 skokova i 7.5 asistencija. U svojoj četvrtoj godini prebacio se na "Oak Hill Academy". Prosječno je bilježio 21 poen, 3 skoka i 12 asistencija i završili su sezonu 2003./04. s omjerom 38-0. Pozvan je u McDonald's All-American momčad 2004. i upisao je 14 poena, 4 asistencije i 4 ukradene lopte na utakmici, te je također sudjelovao i na Jordan Capital Classic utakmici gdje je ubacio 12 poena i zabilježio 5 asistencija i 4 ukradene lopte. Rondo postiže 303 asistencije u jednoj sezoni i nadmašuje rekord Jeffa McInnsa. U četvrtoj godini, Rondo je u prosjeku bilježio 20 poena i 12 asistencija. Godinu je završio kao vodeći asistent u povijesti "Oak Hill Academy" ponovno premašujući Jeffa McInnsa.

## Sveučilište
Pohađao je sveučilište u Kentuckyju i predvodio ih do nekoliko pobjeda, s ključnim šutevima protiv sveučilišta kao što su South Carolina, Louisville i Central Florida. Međutim, Kentucky nije uspio ostvariti NCAA Final Four, ni u prvoj ni u drugoj godini dok je Rondo bio član njihove momčadi. U drugoj godini igranja na sveučilištu prosječno je bilježio 11.2 poena, 6.1 skokova, 4.9 asistencija i 2.1 ukradenu loptu po susretu. Rondo je ušao i u američku U-21 reprezentaciju, gdje je igrao na Svjetskom prvenstvu u Argentini 2005. godine.  Na prvenstvu je bilježio 11 poena i 4.5 asistencija u 8 odigranih utakmica.

## NBA

### NBA draft
Rondo je izabran u prvom krugu (21.ukupno) NBA drafta 2006. godine od strane Phoenix Sunsa. U Boston je stigao zajedno s Brianom Grantom, u zamjenu za izbor na draftu 2007. i novčanu naknadu.

### Rookie sezona
U rookie sezoni Rondo se baš i nije naigrao, ali uspio je odigrati 78 utakmica regularnog dijela sezone. Minutažu je dijelio sa Sebastianom Telfairom i Delonteom Westom. Rondo je bilježio 6.4 poena, 3.8 asistencija, 3.7 skokova i 1.6 ukradenih lopti za 23 minute provedene na parketu. Na kraju sezone izabran je u NBA All-Rookie drugu petorku.

### Sezona 2007./08.
Nakon što su West i Telfair mijenjani, Rondo postaje startnim razigravačom momčadi. U startnoj petorci odigrao je 77 utakmica i bilježio 10.6 poena, 4.2 skoka i 5.1 asistenciju po utakmici. Tijekom All-Star vikenda 2008. sudjelovao je u T-Mobile Rookie Challangeu. U svom debiju u doigravanju zabilježio je 15 poena, 9 asistencija i 2 ukradene lopte, te time pomogao momčadi u pobjedi protiv Atlante Hawksa. Rondo je u drugoj utakmici finala protiv Los Angeles Lakersa upisao čak 16 asistencija. U šestoj utakmici Rondo je zabljesnuo i pomogao Celticsima ostvariti pobjedu s 21 poenom, 7 skokova, 8 asistencija i 6 ukradenih lopti. Te sezone Rondo je osvojio i svoj prvi NBA prsten.

### Sezona 2008./09.
Rondo je u početnoj petorci odigrao 80 utakmica regularnog dijela sezone i bilježio 11.9 poena, 8.2 asistencija, 5.2 skokova i 1.9 ukradenih lopti. 3. prosinca 2008., Rondo je ostvario svoj prvi triple-double učinak protiv Pacersa (16 poena, 13 skokova i 17 asistencija). Nakon nekoliko mjeseci kasnije, Rondo bilježi i svoj drugi triple-double protiv Dallas Mavericksa (19 poena, 15 skokova i 14 asistencija). Na svoj 23. rođendan ostvario je rekordnih 32 poena i zajedno s Rayom Allenom donosi pobjedu Celticsima protiv Phoenix Sunsa. U doigravanju, Rondo je u seriji protiv Chicago Bullsa ostvario dva triple-double učinka, a protiv Orlando Magica jedan triple-double, te se s time izjednačio se s velikim Larryjem Birdom. Celticsi su na kraju u polufinalu doigravanja ispali od Magica rezultatom serije 4-3.

### Sezona 2009./10.
Na početku sezone 2009./10. Rondo je potpisao petogodišnje produženje ugovora vrijedno 55 milijuna dolara čime će ostati član Celticsa sve do 2014. godine.

## NBA statistika

### Regularni dio
| Godina    | Klub   | Odig. uta. | Uta. poč. | Min. | 2P%  | 3P%  | Sl. bac.% | Skok. | Asist. | Ukr. lop. | Blok. | Poena |
| --------- | ------ | ---------- | --------- | ---- | ---- | ---- | --------- | ----- | ------ | --------- | ----- | ----- |
| 2006./07. | Boston | 78         | 25        | 23.5 | .418 | .207 | .647      | 3.7   | 3.8    | 1.6       | .1    | 6.4   |
| 2007./08. | Boston | 77         | 77        | 30.0 | .492 | .293 | .611      | 4.2   | 5.1    | 1.7       | .2    | 10.6  |
| 2008./09. | Boston | 80         | 80        | 33.4 | .506 | .319 | .648      | 5.2   | 8.2    | 1.9       | .1    | 11.9  |
| Ukupno    |        | 235        | 182       | 29.0 | .480 | .274 | .637      | 4.4   | 5.8    | 1.7       | 0.1   | 9.7   |

### Doigravanje
| Godina    | Klub   | Odig. uta. | Uta. poč. | Min. | 2P%  | 3P%  | Sl. bac.% | Skok. | Asist. | Ukr. lop. | Blok. | Poena |
| --------- | ------ | ---------- | --------- | ---- | ---- | ---- | --------- | ----- | ------ | --------- | ----- | ----- |
| 2007./08. | Boston | 26         | 26        | 32.0 | .407 | .250 | .691      | 4.1   | 6.6    | 1.7       | .3    | 10.2  |
| 2008./09. | Boston | 9          | 9         | 44.0 | .420 | .286 | .686      | 9.6   | 11.9   | 2.7       | .3    | 18.3  |
| Ukupno    |        | 35         | 35        | 35.0 | .412 | .265 | .689      | 5.5   | 8.0    | 2.0       | .3    | 12.3  |

## Vanjske poveznice
- Službena stranica[neaktivna poveznica]
- Profil na NBA.com
- Profil  Arhivirana inačica izvorne stranice od 12. svibnja 2013. (Wayback Machine) na Basketball-Reference.com
- Profil na draftu
- Profil  Arhivirana inačica izvorne stranice od 1. srpnja 2009. (Wayback Machine) na SI.com
- Profil na ESPN.com